# Mealhada
Mealhada (miɐ'ʎadɐ) è una città e un comune portoghese di 20 751 abitanti situato nel distretto di Aveiro, in Regiao de Coimbra.

## Società

### Evoluzione demografica
| Popolazione di Mealhada (1801 – 2004) | Popolazione di Mealhada (1801 – 2004) | Popolazione di Mealhada (1801 – 2004) | Popolazione di Mealhada (1801 – 2004) | Popolazione di Mealhada (1801 – 2004) | Popolazione di Mealhada (1801 – 2004) | Popolazione di Mealhada (1801 – 2004) | Popolazione di Mealhada (1801 – 2004) | Popolazione di Mealhada (1801 – 2004) |
| ------------------------------------- | ------------------------------------- | ------------------------------------- | ------------------------------------- | ------------------------------------- | ------------------------------------- | ------------------------------------- | ------------------------------------- | ------------------------------------- |
| 1801                                  | 1849                                  | 1900                                  | 1930                                  | 1960                                  | 1981                                  | 1991                                  | 2001                                  | 2004                                  |
| 2326                                  | 7102                                  | 9915                                  | 13869                                 | 17478                                 | 19305                                 | 18272                                 | 20751                                 | 21500                                 |

## Freguesias
- Barcouço
- Casal Comba
- Luso
- Mealhada, Ventosa do Bairro e Antes
- Pampilhosa
- Vacariça

## Monumenti
- Palácio Hotel do Buçaco, nella freguesia di Luso

## Sport
Ha ospitato i campionati europei femminili di hockey su pista 2018.